# Archibald Gibsone
Archibald Gibsone, Archibald Baron von Gibsone (ur. 1700 w Durie/Fife, Szkocja - zm. 27 maja 1790 w Gdańsku) – gdański kupiec, armator, bankowiec, brytyjski urzędnik konsularny i dyplomata. 
Narodowości szkockiej. W Gdańsku od 1720. W latach 1724–1735 pełnił funkcję zastępcy rezydenta - konsula, w okresie 1735-1750 rezydenta - konsula Wielkiej Brytanii w Gdańsku. Był współzałożycielem firmy kupiecko-bankierskiej Archibald Gibsone und Hog (1743), m.in. udzielającej pożyczek władzom Gdańska. Członek Kolegium Prześwietnego Kupiectwa Uprawiającego Handel Morski (Collegium der löblichen zur See handelnden Kaufmannschaft).
Pochowany w kościele Piotra i Pawła w Gdańsku.